# Hexatoma humilis
Hexatoma humilis är en tvåvingeart som först beskrevs av Alexander 1921.  Hexatoma humilis ingår i släktet Hexatoma och familjen småharkrankar. Inga underarter finns listade i Catalogue of Life.